# Apollo 32
Apollo 32 er en 32 fods motorbåd. L: 9,6 m. B: 3,12 m. Skrogkonstruktion: Halv planende.
Apollo 32 er designet og konstrueret af Klauss Baess, som tidligere var en del af Jupiter-projektet. Den store lighed mellem en Jupiter og en Apollo 32, er derfor ikke en tilfældighed. Da samarbejdet mellem Klaus Baess og Jupiterværftet ophørte i 1971, havde Baess forinden bestilt en Jupiter 33, men da den ikke er klar ved samarbejdets ophør, tager han skroget med sig og får den selv apteret i Kalvehave. Dette skrog kommer til at være starten på Apollo 32.
Apollo 32 blev fremstillet i følgende varianter;
- Apollo 32
- Apollo 32 TT (To Toiletter)
- Apollo 32 DL (Dobbelt Liste)
- Apollo 32 DL TT (Dobbelt Liste, To Toiletter)

Kendetegnet ved Apollo 32 DL er, at der er monteret 2 fenderlister. Grunden til at man lavede denne ændring var, at man ville øge højden af fribordet, for at få plads til én større enkeltstående maskine. Førhen var det nødvendigt med 2 maskiner, for at få hestekræfter nok, da den daværende højde i maskinrummet ikke var tilstrækkeligt. Ændringen øgede samtidig lofts højden i kahytterne med ca. 10cm, hvilket også var en klar fordel.
Apollo 32 TT er indrettet med to toiletter. Et i forkahytten og et i agterkahytten.
Apollo værftet gik konkurs i midten af 80'erne, og LM Glasfiber videreførte i en periode produktionen af Apollo 32. Her blev skroget fra Apollo 32 DL også anvendt til fremstilling af MØN 321.
Apollo 32 er stadig den dag i dag, en populær motorbåd.[kilde mangler]